# HMS Vigilant (1996)
HMS Vigilant (S30) is een van de vier strategische kernonderzeeërs van de Britse Royal Navy. Het schip behoort tot de Vanguard-klasse.

## "Letter of Last Resort"
Peter Hennessy bezocht HMS Vigilant in 2007 voor Today (BBC Radio 4). Hij zag in de controlekamer een grijze kluis met een tweede kluis erin die enkel de kapitein en de eerste stuurman kunnen openen. Daarin ligt een verzegelde omslag met door de premier van het Verenigd Koninkrijk handgeschreven brief van laatste toevlucht met bevelen ingeval het Verenigd Koninkrijk zou aangevallen zijn met kernwapens. De kapitein en de eerste stuurman moeten dit vaststellen op grond van twaalf criteria en één ervan is dat BBC World vier dagen niet uitgezonden heeft. Alle vier de duikboten van de ‘’Vanguard’’ klasse hebben een brief met dezelfde inhoud. Telkens wanneer er een nieuwe premier aantreedt, schrijft hij of zij vier nieuwe brieven en de vorige worden ongeopend vernietigd. Voor de brieven kiest de premier naar eigen inzicht uit:
1. Voer een vergeldingsaanval uit
2. Doe niets
3. Stel u onder bevel van ofwel de Verenigde Staten ofwel Australië
4. Handel naar eigen inzicht

## Renovatie
Op 11 oktober 2008 kwam HMS Vigilant in Devonport aan voor renovatie.
In 2013 lanceerde HMS Vigilant een Trident D5 raket als test.
Rond 2030 is vervanging door de nieuwe Dreadnought klasse gepland.

## Schandalen
In oktober 2017 werd de kapitein van zijn bevel ontheven vanwege ongeoorloofde betrekkingen met een vrouwelijk bemanningslid. Ook de eerste stuurman werd uit zijn functie ontzet vanwege ongeoorloofde betrekkingen met een ander vrouwelijk bemanningslid. Dezelfde maand werden negen bemanningsleden ontslagen voor gebruik van cocaïne.

## Trivia
De Britse fictie-tv-reeks Vigil is los gebaseerd op HMS Vigilant (S30).